# Lois Welk
Lois Welk (* in Buffalo) ist eine US-amerikanische Tänzerin, Choreographien und Tanzpädagogin.
Welk erwarb den Bachelorgrad im Fach Tanz an der State University of New York at Brockport, wo Richard Bull ihr Mentor war. Nach dem Abschluss trat sie mit der von Daniel Nagrin geleiteten Improvisationsgruppe The Workgroup auf. 1972 gründete sie die American Dance Asylum Inc. (ADA), eine Produktionsorganisation für Darstellende Kunst, die sie von 1973 bis 1979 gemeinsam mit Bill T. Jones und Arnie Zane leitete. Hier wurden im Laufe von 35 Jahren ihre künstlerischen Projekte wie The Parking Ramp Dances, The Train Station Dance, The Carousel Dance, The Hiawatha Island Dance, The Pavilion Dance, The Twilight Zone Dance, The Lois Welk Show und Moving the Music realisiert.
1978 erhielt sie das Choreographiestipendium des National Endowment for the Arts. Von 1979 bis 2002 unterrichtete Welk Studenten aller Altersgruppen am 171 Cedar Arts Center in Corning, das sie ab 1988 auch leitete, und im Rahmen verschiedener Programme im Staat New York. 1998 erhielt sie den Arts Award der Gouverneurs von New York. In der ländlichen Region von Southern Tier organisierte sie Auftritte von international anerkannten Künstlern wie dem New York City Ballet, dem Duo Eiko & Koma (Eiko Otake und Takashi Koma Otake), der Philadelphia Dance Company (Philadanco), der Sean Curran Company, Chuck Davis’ African-American Dance Company, Jay Ungar und Molly Mason, dem Dave Holland Quintet, Regina Carter, Geri Allen, Tito Puente, B. B. King, Eddie Palmieri und Jason Moran.
Von 2003 bis 2006 war Welk künstlerische Leiterin der Vard Inc., die sich der Förderung neuer Werke durch Residenzprogramme widmet. Von 2005 bis 2007 war sie Direktorin der New York State DanceForce, eines vom New York State Council on the Arts gegründeten Netzwerkes von Organisationen und Personen zur Förderung des Tanzes in New York. Zwischen 2007 und 2015 leitete sie die Niederlassung von Dance/USA in Philadelphia. Danach wurde sie Vertreterin von BalletX, der ersten Kompagnie für zeitgenössisches Ballett in Philadelphia.